# 烏爾巴納 (阿肯色州)
烏爾巴納（英語：Urbana）是美國阿肯色州猶尼昂縣一個非建制地區，距離縣治埃爾多拉多（El Dorado）東南偏東約13英里（21），並為非裔女演員格特魯德·珍妮特（Gertrude Jeannette，1914年—2018年）的出生地。當地擁有一所郵政局，而其美國郵遞區號則是71768。